# يوكا كانازاوا
يوكا كانازاوا (باليابانية: 金沢由香) هي متزلجة فنية يابانية، ولدت في 19 نوفمبر 1978 في مياغي في اليابان.